# جون ميخائيل بيكوك
جون ميخائيل بيكوك (بالإنجليزية: John Michael Peacock)‏ هو سياسي جنوب أفريقي، ولد في 14 مارس 1831 في مانشستر في المملكة المتحدة.